# فيرجينيا كريستين
فيرجينيا كريستين (بالإنجليزية: Virginia Christine)‏ هي ممثلة أمريكية، ولدت في 5 مارس 1920 في الولايات المتحدة، وتوفيت في 24 يوليو 1996 بلوس أنجلوس في الولايات المتحدة بسبب مرض قلبي وعائي. بدأت مشوارها المهني سنة 1943.

## أعمال

### أفلام
- (1950) سيرانو دي برجراك
- (1952) ظهيرة مشتعلة
- (1961) حكم في نورمبرغ
- (1967) خمن من سيأتي للعشاء[4]

## وصلات خارجية
- فيرجينيا كريستين على موقع IMDb (الإنجليزية)
- فيرجينيا كريستين على موقع ألو سيني (الفرنسية)
- فيرجينيا كريستين على موقع تيرنر كلاسيك موفيز (الإنجليزية)
- فيرجينيا كريستين على موقع أول موفي (الإنجليزية)
- فيرجينيا كريستين على موقع قاعدة بيانات الأفلام السويدية (السويدية)
- فيرجينيا كريستين على موقع إن إن دي بي (الإنجليزية)
- فيرجينيا كريستين على موقع قاعدة بيانات الفيلم (الإنجليزية)
- فيرجينيا كريستين على موقع كينوبويسك (الروسية)